# Großrosseln
Großrosseln es un municipio situado en el distrito de Saarbrücken, en el estado federado de Sarre (Alemania), con una población a finales de 2016 de unos 8021 habitantes.
Se encuentra ubicado al sur del estado, cerca de la orilla del río Sarre —un afluente del río Mosela— y de la frontera con Francia. 